# Jonathan Vaughters
Jonathan Vaughters (Denver, Colorado, 10 de juny de 1973) va ser un ciclista estatunidenc, que fou professional entre 1994 i 2002. Durant la seva carrera esportiva destaquen les victòries a la Ruta del Sud de 1999 i el Campionat dels Estats Units de contrarellotge de 1997. Actualment dirigeix l'equip EF Education-EasyPost.

## Palmarès
- 1995
  - 1r al Tour de Gila i vencedor d'una etapa
- 1997
  -  Campió dels Estats Units en contrarellotge
  - 1r al Tour de Beauce i vencedor de 2 etapes
  - 1r a la Cascade Classic
  - 1r a la Mt. Evans Hill Climb
  - Vencedor d'una etapa de la Redlands Classic
- 1998
  - 1r a la Redlands Classic i vencedor de 2 etapes
  - Vencedor d'una etapa de la Valley of the Sun Stage Race
- 1999
  - 1r a la Ruta del Sud
  - 1r a la Mt. Evans Hill Climb
  - Vencedor d'una etapa del Critèrium del Dauphiné Libéré
  - Vencedor d'una etapa de la Redlands Classic
- 2001
  - 1r al Duo Normand (amb Jens Voigt)
  - Vencedor d'una etapa del Critèrium del Dauphiné Libéré
- 2002
  - 1r a Breckenridge
  - 1r a Golden
- 2003
  - 1r a la Mt. Evans Hill Climb
  - Vencedor d'una etapade la Solano Bicycle Classic

### Resultats al Tour de França
- 1999. Abandona (2a etapa)
- 2000. Abandona (10a etapa)
- 2001. Abandona (15a etapa)
- 2002. Abandona (11a etapa)

### Resultats a la Volta a Espanya
- 1998. 107è de la classificació general